# Aqsa Shaikh
Aqsa Shaikh (nacida c. 1983
) es profesora del Departamento de Medicina Comunitaria en el Instituto Hamdard de Ciencias Médicas e Investigación en Jamia Hamdard, Nueva Delhi. Ella es una mujer transgénero y activista por los derechos de las personas transgénero.

## Primeros años y educación
Shaikh nació en Islampura, al sur de Mumbai, donde las normas sociales y las expectativas de género estaban profundamente arraigadas. Desde muy temprana edad, su identidad de género no se alineó con las expectativas que se le impusieron como persona asignada como varón al nacer. Ella enfrentó desánimo y acoso por exhibir comportamientos que variaban según su género, como aplicarse mehendi y jugar con niñas.
En 2003, mientras cursaba sus estudios de medicina en el King Edward Memorial Hospital y en el Seth Gordhandas Sunderdas Medical College, Shaikh comenzó a buscar literatura médica de la época para comprender su identidad de género. No se sentía cómoda con el término "trastorno de identidad de género", pero se identificaba como una mujer trans.

## Transición de género y activismo
Deseando vivir socialmente como mujer, Shaikh se lo contó a sus padres. Buscó apoyo médico y psicológico (incluso visitó a un consejero) y se sometió a terapia hormonal y a varios procedimientos quirúrgicos de afirmación de género. A lo largo de su transición, Shaikh habló de sus experiencias con sus estudiantes y pacientes.
Es educadora en Jamia Hamdard y ha hablado sobre su historia de transición para desmantelar el estigma y la discriminación contra las personas transgénero en la India, así como para fomentar una mayor visibilidad y reconocimiento de los derechos de las personas transgénero en la India dentro de la sociedad y las comunidades religiosas.
En 2021, se convirtió en la primera mujer trans en dirigir un centro de vacunación contra la COVID-19 en la India. Shaikh, junto con los doctores Satendra Singh y Sanjay Sharma, solicitaron con éxito a la Comisión de Delhi para la Protección de los Derechos del Niño que recomendara que el gobierno de Delhi prohibiera las intervenciones médicas innecesarias en niños intersexuales.

## Lectura adicional
- Akhter, Shahid (31 July 2023). «We need an entire ecosystem of transgender healthcare providers: Dr Aqsa Shaikh, Hamdard Institute Of Medical Sciences and Research». ET Healthworld. Consultado el 18 February 2024.

- Datos: Q124610941